# SZ Возничего
SZ Возничего (лат. SZ Aurigae), HD 37645 — одиночная переменная звезда в созвездии Возничего на расстоянии (вычисленном из значения параллакса) приблизительно 1504 световых лет (около 461 парсека) от Солнца. Видимая звёздная величина звезды — от +15,3m до +8,2m.

## Характеристики
SZ Возничего — красная пульсирующая переменная звезда, мирида (M) спектрального класса M8e. Эффективная температура — около 3282 К.